# Toni Childs
Toni Childs (Orange, 29 oktober 1957) is een Amerikaanse singer-songwriter.

## Biografie
Childs groeide op in de staten Arkansas, Kansas, Oklahoma en Nevada. Haar religieuze ouders verboden haar het luisteren naar popmuziek en bioscoopbezoeken. Op 15-jarige leeftijd, nadat ze een Pink Floyd-concert had bezocht, liep ze van thuis weg om muzikante te worden.
Childs voegde zich in 1979 bij de nieuw geformeerde band Berlin, maar verliet deze echter nog voor de opname van het eerste album om haar eigen band te formeren. Leden waren Jack Sherman (later Red Hot Chili Peppers) en Michael Steele (later The Bangles). De band toerde tot 1981 zonder een album uit te brengen en werd daarna ontbonden. Childs tekende een contract bij Island Music, vertrok naar Londen en speelde in verschillende clubs, maar er kwam geen publicatie.
In 1985 keerde ze terug naar Los Angeles en tekende ze een contract bij A&M Records. Pas in de zomer van 1988 werd haar debuutalbum Union uitgebracht, dat zich plaatste in de Amerikaanse albumhitlijst op positie 63 en met een gouden plaat werd onderscheiden voor de verkoop van 500.000 exemplaren. In Nieuw-Zeeland plaatste het album zich op de nummer 1-positie en bereikte de vijfvoudige platinastatus. In dit jaar werd ze genomineerd voor twee Grammy Awards als beste artieste en vrouwelijke rockzangeres. Ze toerde bovendien als voorband van Bob Dylan.
Het volgende album House of Hope volgde in de zomer van 1991. Het kreeg platina in Nieuw-Zeeland en kreeg met I've Got to Go Now een top 5-hit in Australië. Omdat het album niet goed verkocht in de Verenigde Staten, nam het label afscheid van haar. Childs wisselde naar Geffen Records en bracht midden 1994 The Woman's Boat uit. Als gastmuzikant werkte Peter Gabriel mee bij het nummer I Met a Man. Ze kreeg weliswaar een verdere Grammy-nominatie, maar omdat ook dit album slecht verkocht, werd haar contract weer opgezegd.
Voor haar volgende album Bare vond ze in 1996 geen label. Het in de herfst van hetzelfde jaar verschenen Best of-album The Very Best of Toni Childs werd het vijf best verkochte album van het jaar in Australië en bereikte drievoudig platina in Nieuw-Zeeland. In 1997 trok Childs zich terug uit de tourneebusiness, nadat de ziekte van Graves werd geconstateerd.
In 2004 schreef ze het nummer Because You're Beautiful voor de filmdocumentaire Until the Violence Stops en won ze daarvoor een Emmy Award. Haar laatste album It's All a Beautiful Noise werd uitgebracht eind 2014.
Childs woont op Hawai.

## Discografie

### Singles
- 1988: Don't Walk Away
- 1988: Walk and Talk Like Angels
- 1988:	Stop Your Fussin'
- 1989: Many Rivers to Cross
- 1989:	Zimbabwe
- 1991: House of Hope
- 1991: La casa della speranza
- 1991:	I've Got to Go Now
- 1992: Heaven's Gate
- 1994: Four Song Sampler
- 1994:	Lay Down Your Pain
- 1999: Sunny (met Gregor Prächt en Cherno Jobatey)

### Albums
- 1988:	Union
- 1991:	House of Hope
- 1994:	The Woman's Boat
- 1996:	The Very Best of Toni Childs (compilatie)
- 2000: Toni Childs: Ultimate Collection (compilatie)
- 2008: Keep the Faith
- 2014: It's All a Beautiful Noise

- Bibliothèque nationale de France: cb139320901 (data)
- Gemeinsame Normdatei: 134633253
- International Standard Name Identifier: 0000 0000 6311 2473
- Library of Congress Control Number: n91080099
- MusicBrainz: dc4dd336-2299-4d7d-9514-b4f2cd8d0297
- Nationale bibliotheek van Australië: 35645101
- Nederlandse Thesaurus van Auteursnamen: 073694428
- Trove: 1025252
- Virtual International Authority File: 74040434
- WorldCat: E39PBJcWy4jdCHfFR6H9JpjBfq